# Военен филм
Военните филми са филмов жанр, в който сюжетът е развит около бойни действия – войната е или основна част от действието на филма, или важен негов фон. Обикновено военните филми са исторически, включително биографични, когато се фокусират върху определени исторически личности, но могат да бъдат също научнофантастични, фентъзи и други. За разлика от документалните филми те пресъздават художествено темата, като нерядко се отклоняват или излизат далеч извън рамките на исторически установените факти. Някои исторически филми, наричани също костюмни, не третират конкретни, известни от историята събития или хора, а имат изцяло измислен сюжет, като отделят повече внимание на характерни черти на културата или нравите в съовтевната историческа епоха.